# Erna Berger
Erna Berger (ur. 19 października 1900 w Cossebaude, zm. 14 czerwca 1990 w Essen) – niemiecka śpiewaczka, sopran.

## Życiorys
Wychowała się w Urugwaju, dokąd jej rodzina wyemigrowała po wybuchu I wojny światowej. Do Niemiec wróciła w 1923 roku. Studiowała w Dreźnie, gdzie jej nauczycielkami były Herta Böckel i Melitta Hirzel. Zadebiutowała w operze drezdeńskiej w 1925 roku rolą pierwszego chłopca w Czarodziejskim flecie W.A. Mozarta. Od 1930 roku śpiewała w Berlinie, początkowo w Städtische Oper, a później w Staatsoper. Występowała na festiwalu w Bayreuth (1930–1933) i na festiwalu w Salzburgu (1932–1954). W 1934 roku rolą Marceliny w Fideliu Ludwiga van Beethovena debiutowała w londyńskim Covent Garden Theatre. W 1949 roku debiutowała w Metropolitan Opera w Nowym Jorku, wykonując rolę Zofii w Kawalerze srebrnej róży Richarda Straussa. W 1955 roku wycofała się ze sceny operowej, do 1968 roku występowała jeszcze jako śpiewaczka koncertowa z repertuarem pieśniarskim.
W jej repertuarze znajdowały się role m.in. Królowej Nocy w Czarodziejskim flecie, Gildy w Rigoletcie i Zerliny w Don Giovannim. Od 1955 roku była członkiem Akademie der Künste w Berlinie. Od 1959 roku wykładała w Musikhochschule w Hamburgu. Opublikowała autobiografię pt. Auf Flügeln des Gesanges (Zurych 1988).